# Sinaranea metaxyostraca
Genre
Espèce
Sinaranea metaxyostraca, unique représentant du genre Sinaranea, est une espèce fossile d'araignées. Elle est considérée comme une Entelegynae incertae sedis.

## Distribution
Cette espèce a été découverte à Daohugou dans le xian de Ningcheng en Mongolie-Intérieure en Chine. Elle date du Jurassique.

## Publication originale
- (en) Selden, Huang & Ren, 2008 : Palpimanoid spiders from the Jurassic of China. Journal of Arachnology, vol. 36, p. 306–321.